# Leptotogea excellens
Leptotogea excellens là một loài tò vò trong họ Ichneumonidae.